# Stanisław Bosy
Stanisław Bosy (Myślinów, 17 luglio 1948) è un vescovo polacco.
È stato dal 2004 al 2023 amministratore apostolico della Diocesi polacco-cattolica di Breslavia, Segretario del Consiglio sinodale e Presidente della Commissione Missionaria e Pastorale della Chiesa polacco-cattolica, parroco della parrocchia dei Santi Pietro e Paolo a Stettino e presidente della sezione di Stettino del Consiglio Ecumenico Polacco.
Stanisław Bosy fu ordinato presbitero dal Vescovo Julian Pękala il 30 settembre 1973. Tra il 1973 e il 1975 è stato vicario della Parrocchia dei Santi Pietro e Paolo di Stettino e dal 1975 ne è parroco; tra il 1980 e il 2007 è stato Decano del decanato Stettino-Gorzów Wielkopolski. Dal 1988 ha diritto di portare l'infula, e dal 1997 porta l'infula reale della Chiesa polacco-cattolica.
Il 17 luglio 2004 ha assunto le funzioni di amministratore della Diocesi di Breslavia come sostituto del vescovo Wiesław Skołucki. Scrive regolarmente per "Rodzina".
Il 9 settembre 2023 è stato consacrato vescovo per la stessa diocesi, a seguito dell'elezione avvenuta il precedente 13 giugno.

## Genealogia episcopale
La genealogia episcopale è:
CHIESA CATTOLICA
- Cardinale Scipione Rebiba
- Cardinale Giulio Antonio Santori
- Cardinale Girolamo Bernerio, O.P.
- Arcivescovo Galeazzo Sanvitale
- Cardinale Ludovico Ludovisi
- Cardinale Luigi Caetani
- Vescovo Giovanni Battista Scanaroli
- Cardinale Antonio Barberini iuniore
- Arcivescovo Charles-Maurice le Tellier
- Vescovo Jacques Bénigne Bossuet
- Vescovo Jacques de Goyon de Matignon
- Vescovo Dominique Marie Varlet

CHIESA ROMANO-CATTOLICA OLANDESE DEL CLERO VETERO EPISCOPALE
- Arcivescovo Petrus Johannes Meindaerts
- Vescovo Johannes van Stiphout
- Arcivescovo Walter van Nieuwenhuisen
- Vescovo Adrian Jan Broekman
- Arcivescovo Jan van Rhijn
- Vescovo Gisbert van Jong
- Arcivescovo Willibrord van Os
- Vescovo Jan Bon
- Arcivescovo Johannes van Santen

CHIESA VETERO-CATTOLICA
...
* Vescovo Jan Lambert Wirix-Speetjens
- Arcivescovo Joris August Odilius Ludovicus Vercammen
- Vescovo Dirk Jan Schoon
- Vescovo Stanisław Bosy